# Motorola 68040
Motorola 68030 Motorola 68060
Le Motorola 68040 est un microprocesseur CISC 32 bits de la famille m68k de Motorola, produit en 1990. Il succède au Motorola 68030 et précède le Motorola 68060.
Le 68050 fut un projet abandonné, il était aux 68040 ce qu'était le 68030 au 68020, une gravure plus fine, et des mémoires caches plus importantes.

## Caractéristiques techniques
Le 68040 est le premier membre de la famille 680x0 avec coprocesseur arithmétique incorporé. Il inclut toutes les fonctionnalités qui étaient autrefois externes, à savoir l'unité de calcul en virgule flottante et la MMU (qui fut ajoutée dans le 68030). Il dispose aussi de caches séparés d'instructions et de données de 4 kilooctets chacun. Il est entièrement pipeliné, avec six étages. 
Outre l'optimisation des unités arithmétiques et de calcul des adresses effectives, le cache de données du 68040 fonctionne en mode d'écriture différée (write back). Son architecture s'enrichit donc d'une unité de supervision du bus (bus snooping), fonctionnelle y compris en mode DMA, destinée à invalider les copies privées des données, ou bien à forcer une vidange en cas d'accès externe à une donnée modifiée dans le cache (cohérence de cache, cache coherency).
La FPU dans les 68040 est une version très simpliste des Motorola 68881 et 68882, privée des fonctions transcendantes IEEE (à part les quatre opérations, elle ne sait calculer que les racines carrées). Le logiciel de support de virgule flottante de Motorola (FPSP) suppléait à ces instructions par des interruptions logicielles. Comme il s'agissait d'une émulation, l'usage intensif de fonctions transcendantes provoquait d'énormes ralentissements.
La dissipation thermique a été l'un des points d'achoppement du 68040. Alors que par cycle d'horloge il fournissait le double de performance du déjà ancien 68030, la complexité de la puce et l'alimentation électrique nécessaire pour sa grande surface et les grands caches provoquait une accumulation de chaleur. Ceci affecta les capacités d'évolution du processeur qui ne passera jamais la barre des 40 MHz. Une évolution à 50 MHz fut prévue, mais abandonnée. Les premiers overclockeurs réussirent cependant avec des radiateurs et des ventilateurs (exceptionnels pour l'époque). 
Le 68040 était censé être concurrent de l'Intel 80486 mais ses performances étaient inférieures, alors que, jusqu'ici, les microprocesseurs m68k, à génération égale, avaient toujours été meilleurs que leurs équivalents x86, notamment en raison de leur plus grand nombre de registres internes.

### 68LC040
Le 68LC040 est un 68040 sans FPU.

### 68EC040
Le 68EC040 est un 68040 sans FPU ni MMU.

## Utilisations

### ParApple
Pour de très nombreux modèles de sa gamme d'ordinateurs personnels Macintosh, notamment les Macintosh Centris et Quadra, des Performa et des PowerBook.

### ParBull
Pour le serveur Bull DPX2/360.

### ParCommodore International
Pour l'ordinateur personnel Amiga 4000.

### Par Foenix Retro Systems
Pour l'ordinateur personnel A2560K.

### ParNeXT
Pour la station de travail NeXTstation.